# Кокорин, Фёдор Савинович
Фёдор Савинович Кокорин (1918—1997) — Гвардии младший лейтенант Советской Армии, участник Великой Отечественной войны, Герой Советского Союза (1943).

## Биография
Фёдор Кокорин родился 20 декабря 1918 года в селе Большая Уса (ныне — Куединский район Пермского края). После окончания начальной школы работал трактористом. В 1939 году Кокорин был призван на службу в Рабоче-крестьянскую Красную Армию. С апреля 1942 года — на фронтах Великой Отечественной войны. В 1943 году Кокорин окончил курсы младших лейтенантов.
К сентябрю 1943 года гвардии лейтенант Фёдор Кокорин командовал ротой 4-го гвардейского стрелкового полка 6-й гвардейской стрелковой дивизии 60-й армии Центрального фронта. Отличился во время Черниговско-Припятской операции. 29 сентября 1943 года рота Кокорина успешно переправилась через Припять в районе села Оташев Чернобыльского района Киевской области Украинской ССР и к 30 сентября освободила это село, после чего, отразив несколько немецких контратак. удержала его до подхода основных сил.
Указом Президиума Верховного Совета СССР от 16 октября 1943 года за «мужество и героизм, проявленные при форсировании рек Десна, Днепр и Припять» гвардии лейтенант Фёдор Кокорин был удостоен высокого звания Героя Советского Союза с вручением ордена Ленина и медали «Золотая Звезда».
После окончания войны Кокорин продолжил службу в Советской Армии. В 1946 году он окончил курсы усовершенствования офицерского состава. В 1953 году в звании старшего лейтенанта Кокорин был уволен в запас. Проживал в Усть-Каменогорске, работал старшим инструктором обкома ДОСААФ, активно занимался общественной деятельностью. 
Скончался в 1997 году.
Почетный гражданин Усть-Каменогорска. Был также награждён орденами Отечественной войны 1-й и 2-й степеней, Красной Звезды, рядом медалей.
В честь Кокорина названа улица в Усть-Каменогорске.